# Armée de libération ukrainienne
L'Armée de libération ukrainienne (en ukrainien : Украïнськe Визвольнe Вiйсько) ou UVV (УВВ) fut formée par la Wehrmacht en 1943 avec des hiwis et des prisonniers de guerre ukrainiens originaires d'Ukraine orientale. Commandée par Mikhaïlo Omelianovitch-Pavlenko l'UVV rassembla jusqu'à 80 000 volontaires ukrainiens dont 60 % de cadres vlassovien.
Pendant la Seconde Guerre mondiale, jusqu’à 300 000 Ukrainiens ont combattu dans des unités des forces armées allemandes. La plus grande association était l’UVV avec 80 000 hommes qui venaient de toute l’Ukraine, mais pour la plupart de la Galicie orientale anciennement polonaise. À partir de 1943, les volontaires galiciens ont été transférés à la 14e division SS (galicienne no 1) nouvellement formée de la Schutzstaffel (SS). En juillet 1943, l’ordre fut également donné aux hauts dirigeants SS et à la police de mettre en place les régiments de volontaires SS galiciens 4 et 5.

Les déploiements de ces régiments sur le front de l’Est sont controversés en raison de leurs violations du droit international. Après la bataille de Brody le 20 juillet 1944, les régiments de volontaires SS 4 et 5 sont affectés à la 14e division Waffen-Grenadier de la SS pour se rafraîchir. En avril 1945, cette unité de la Waffen-SS a été rebaptisée 1re division de l’armée nationale ukrainienne sous le commandement de Pavlo Chandrouk, et elle avait un effectif de 22 000 hommes. Cette ancienne unité de la Waffen-SS était étroitement liée à l’Église gréco-catholique et neuf pasteurs gréco-catholiques étaient donc à son service. Ils portaient également le trident ukrainien sur leurs uniformes allemands.

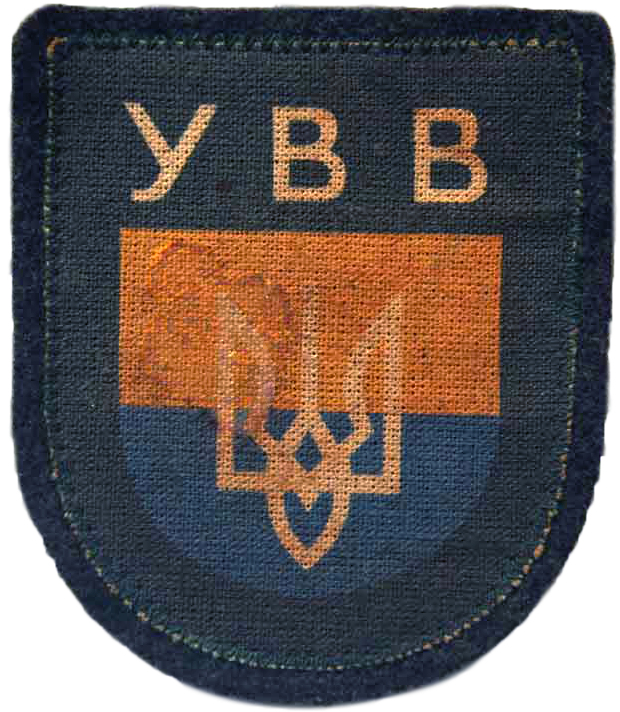
Insigne de l'Armée de libération ukrainienne

Le 10 mai 1945, l’armée nationale ukrainienne, qui comprenait la 14e division et d’autres unités ukrainiennes, se rendit aux troupes américano-britanniques à Tamsweg et Radstadt en Autriche.

## Référence
1. ↑  Peter Abbott et Eugene Pinak, Ukrainian Armies 1914–55, Bloomsbury Publishing, 2012, 16, 47 (ISBN 978-1780964034, lire en ligne)